# Caddidae
Los cádidos (Caddidae) son una familia de Opiliones del suborden Eupnoi con 15 especies reconocidas; es la única familia de la superfamilia Caddoidea. El nombre proviene de "Caddo", una cultura indígena del Norte de América. Son de tamaño pequeño midiendo su cuerpo de largo entre 1 a 3 milímetros.
Las patas y el cuerpo son de color café pasando por tonos desde ocres a oscuros. Diseños en café y plateado son comunes. El prosoma plateado a café, mientras que el oculario y los pedipalpos blancos a café. 

## Distribución
Los cádidos se encuentran ampliamente distribuidos pero de manera discontinua. La subfamilia Caddinae se encuentra representada por sus dos géneros en África, el Norte de América y Japón; Caddella es endémica del sur de Sudáfrica, mientras que Caddo se encuentra al este de Estados Unidos y en Japón presente en las Islas Kuriles. Mientras que en la otra subfamilia Acropsopilioninae, Hesperopilio se encuentra en el Oeste de Australia y en Chile, Acropsopilio se distribuye en Japón, al este de Estados Unidos, América Central hasta el Sur de América, la zoan Este de Australia y Nueva Zelanda. Austropsopilio se encuentra en el Este de Australia, Tasmania y Chile. Este complejo patrón de distribución sugiere que la separación del grupo ha ocurrido en periodos a lo largo de la historia geológica; durante el Neógeno se separaron las especies del Este de Estados Unidos y Japón, al principio o antes del Eón Proterozoico las especies del sur de América y Australia, y durante el tiempo de Gondwana los individuos de África y Australia.

## Especies
- Caddinae Banks, 1892

- Caddella Hirst, 1925 (Sudáfrica)

- Caddella africana (Lawrence, 1931)
- Caddella capensis Hirst, 1925
- Caddella croeseri Starega, 1988
- Caddella spatulipilis Lawrence, 1934

- Caddella spatulipilis Lawrence, 1934
- Caddella caledonica Lawrence, 1934

- Caddo Banks, 1892 (este de Norteamérica, Japón)

- Caddo agilis Banks, 1892 (Nueva York)
- Caddo pepperella Shear, 1974
- † Caddo dentipalpis (Koch & Berendt)† (fósil)
- Caddo glaucopis Crosby, 1904 (Nueva York)

- Acropsopilioninae Roewer, 1923

- Hesperopilio Shear, 1996 (Australia Occidental, Chile)

- Hesperopilio mainae Shear, 1996

- Acropsopilio Silvestri, 1904 (Japón, este de Noreamérica, Centro y Sudamérica, este de Australia)

- Acropsopilio chilensis Silvestri, 1904 (Chile, Tierra del Fuego)
- Acropsopilio boopsis (Crosby, 1904) (Nueva York)
- Acropsopilio chomulae (Goodnight & Goodnight, 1948) (México)
- Acropsopilio neozealandiae (Forster, 1948) (Nueva Zelanda)
- Acropsopilio australicus Cantrell, 1980 (Queensland)
- Acropsopilio normae Cekalovic, 1974
- Acropsopilio venezuelensis González-Sponga, 1992 (Venezuela)

- Austropsopilio Forster, 1955 (eastern Australia, Tasmania, Chile)

- Austropsopilio altus Cantrell, 1980 (Neva Gales del Sur)
- Austropsopilio inermis Cantrell, 1980 (Neva Gales del Sur)
- Austropsopilio cygneus Hickman, 1957
- Austropsopilio novahollandiae Forster, 1955

- Tasmanopilio Hickman, 1957 (Tasmania)

- Tasmanopilio fuscus Hickman, 1957
- Tasmanopilio megalops Hickman, 1957